# David di Tommaso
David Di Tommaso (Échirolles, 1979. október 6. – De Meern, 2005. november 29.) francia labdarúgó.
Di Tommaso Franciaországban született Échirolles városában. A pályafutását Franciaországban az AS Monacóban kezdte, ahol segített a csapatnak megnyerni a 2000-es bajnoki címet. Ezután játszhatott az UEFA Bajnokok Ligájában, és beválogatták a francia nemzeti utánpótlás válogatottba. 2001-ben di Tommasot átigazolta a Sedan, amely 2004-ben továbbadta őt a holland FC Utrechtnek. Az első ottani szezonjában a szurkolók az év legjobb játékosának nevezték meg a klubban.
Az utolsó mérkőzése november 27-én volt az AFC Ajax ellen (1-0-s győzelem), ami az FC Utrecht egyik fő riválisa. A győzelem utáni ünneplés nem tartott sokáig. Di Tommaso szívmegállás következtében hunyt el 26 évesen alvás közben De Meernben, Hollandiában. A feleségét és a fiát hagyta maga után. A pár a második gyerekét várta.
December 1-jén a szurkolók egy hatalmas találkozót tartottak a Stadion Galgenwaardban, hogy kifejezzék a tiszteletüket Di Tommaso előtt. Legalább 14,000 szurkoló jelent meg. Az beszédet mondók között volt Jan Willem van Dop elnök, Foeke Booy vezetőedző és Jean-Paul de Jong csapatkapitány. Amellett ott voltak Di Tommaso rokonai és az FC Utrecht egész játékoskerete, és az összes utánpótláscsapat. A 4-es számot, melyet Di Tommaso viselt visszavonultatták. A Sedan, Di Tommaso korábbi klubja bejelentette azt, hogy a 29-es számot – amit Di Tommaso viselt, amikor a klubnál játszott – vissza fogják vonultatni.
2006 óta az év játékosa díjat Di Tommaso díjnak hívják. Azóta a díjat a szurkolók Jean-Paul de Jongnak és Michel Vormnak ítélték oda.